# Dvojmoč
Dvojmoč je priimek v Sloveniji, ki ga je po podatkih Statističnega urada Republike Slovenije na dan 1. januarja 2010 uporabljalo 73 oseb in je med vsemi priimki po pogostosti uporabe uvrščen na 5.650. mesto.

## Znani nosilci priimka
- Anton Dvojmoč (1919 - ?), partizan in politik
- Igor Kotnik Dvojmoč (1967 -), obramboslovec
- Miha Dvojmoč, detektiv, pravnik, doc. za varnostne vede
- Valentin Dvojmoč, politik?, gospodarstvenik
- Valentina Kubale Dvojmoč, veterinarka, izr. prof. VF UL